# Holody-trófea
A Holody-trófea egy díj, melyet az Ontario Hockey League Közép-Nyugati Divízió győztese kap. A trófeát Joe Holodyról nevezték el és először 1999-ben adták át.

## A győztesek
| Szezon    | Csapat            | Pont | # |
| --------- | ----------------- | ---- | - |
| 2014–2015 | Erie Otters       | 104  | 4 |
| 2013–2014 | Guelph Storm      | 108  | 2 |
| 2012–2013 | London Knights    | 105  | 8 |
| 2011–2012 | London Knights    | 99   | 7 |
| 2010–2011 | Owen Sound Attack | 97   | 1 |
| 2009–2010 | London Knights    | 101  | 6 |
| 2008–2009 | London Knights    | 101  | 5 |
| 2007–2008 | Kitchener Rangers | 110  | 2 |
| 2006–2007 | London Knights    | 104  | 4 |
| 2005–2006 | London Knights    | 102  | 3 |
| 2004–2005 | London Knights    | 120  | 2 |
| 2003–2004 | London Knights    | 110  | 1 |
| 2002–2003 | Kitchener Rangers | 100  | 1 |
| 2001–2002 | Erie Otters       | 87   | 3 |
| 2000–2001 | Erie Otters       | 102  | 2 |
| 1999–2000 | Erie Otters       | 73   | 1 |
| 1998–1999 | Guelph Storm      | 90   | 1 |